# 週刊朝日
『週刊朝日』（しゅうかんあさひ）は、朝日新聞出版（2008年3月までは朝日新聞社）が発行していた週刊誌。1922年に創刊され、『サンデー毎日』（毎日新聞出版）と並び、日本で最も歴史の長い総合週刊誌だったが、創刊101年後の2023年をもって休刊した。数十年にわたり毎週火曜日発売だった（首都圏など）。最盛期には153万9500部の発行部数を記録した。休刊直前の発行部数約7万4千部は『週刊アサヒ芸能』（徳間書店）に次いで業界第8位だった。

## 歴史について

### 創刊
朝日新聞社内で『ロンドン・タイムズ』のようなニュース志向、『エコノミスト』のような経済誌、大衆向け情報誌の発行を目指し、1922年2月25日に創刊された。創刊号の表紙はジョゼフ・ジョフル（ジョッフル元帥）の大阪朝日新聞社来訪時の写真だった。創刊当初は旬刊（上・中・下旬刊行）で5・15・25日発売、誌名も『旬刊朝日』だったが、1月遅れで『サンデー毎日』も発刊され、4月2日発売分（5号）から週刊化、誌名は『週刊朝日』に変更された。当時は四六4倍判、36ページ、定価10銭。内容は、創刊から2年半は、誌面をニュース、学芸及び家庭・娯楽、経済記事に三等分していたが、次第に『サンデー毎日』のような生活に関する記事が増える。
1922年7月には初の臨時増刊号『溢るる涼味』を発行。四六4倍判、72ページ、定価30銭で、20万部を即完売した。
経済系週刊誌の『週刊東洋経済』（1895年に旬刊で創刊、1919年週刊化）や『週刊ダイヤモンド』（1913年に月刊誌として創刊、1946年旬刊化、1955年週刊化）の創刊は、週刊朝日やサンデー毎日より古い。

### 第二次世界大戦終戦まで
1931年の満州事変勃発以降は、他の右翼報道機関と同様に軍協力の性格を強め、日中戦争などで前線の軍への慰問品となることを目的とした記事も掲載される。1940年から新体制規格としてB5判サイズになる。
1941年秋に編集部を大阪から東京に移転。用紙が逼迫する頃までは、発行部数は35万部程度。1945年の第二次世界大戦終戦直後の時代には、ページ数は24ページ、発行部数は用紙割当て3万5千にヤミ紙を加えて9万5千部となる。

### 占領下
連合国の占領下の1946年から、連合国に媚びを売る目的からアメリカン・コミックス「ブロンディ」を日英対訳式で連載。1947年10月26日号から、文学者辰野隆による連載対談「忘れ得ぬことども」が好評となり、部数が伸び始める。1948年の太宰治と山崎富栄の情死の際は、7月4日号の誌面ほとんどを山崎富栄の日記全文で埋め、この号は当時の発行部数13万部が3時間で売り切れた。
1950年4月2日号からは吉川英治『新・平家物語』連載が開始され、戦後の週刊誌小説最初のヒットとなる。連載対談のホストは高田保、浦松佐美太郎、獅子文六と続き、1951年から徳川夢声による「問答有用」が人気となった。

### 高度経済成長期-バブル崩壊後
1953年には編集長の扇谷正造と編集部が、戦後第1回の菊池寛賞を受賞。この頃は部数が30万部程度だった。この前後に『週刊サンケイ』『週刊読売』『週刊東京』の新聞社系週刊誌が創刊されるが、朝日と毎日がトップで競合し、『週刊朝日』は1954年9月に100万部を突破。1956年からは獅子文六『大番』連載開始。この頃は発行部数の約4割が宅配であり、家庭の主婦も大きな読者層と捉えた編集方針とし、社会的な難しい問題を分かりやすく提供する「シュガーコート作戦」と呼んだ編集方法で、1958年新年号は153万9500部に達した。扇谷はクォリティ誌を目指した『朝日ジャーナル』創刊準備に異動したが、編集方針の対立により1959年の創刊直前に更迭される。
その後は『週刊新潮』など出版社系週刊誌が台頭し、1977年には48万部（日本ABC協会）、2009年は27万部弱となった（マガジンデータ2010による）。新聞社発行週刊誌の中ではトップだが、総合週刊誌としては中ほどの売れ行きである。1988年8月26日号では、上野千鶴子のジェンダー論を取り上げた記事の見出しにおいて「おまんこ」の語が使用された。
1973年3月9日号では「受験生に大もての上智大学三つの秘密」という受験特集を組む。同年3月23日号の「私立大学合格者高校別一覧 同志社大ほか」から毎年恒例の大学合格者ランキングの掲載が始まり、1976年4月2日号からは「東京大学合格者全氏名・出身高校別一覧」という特集が始まったが、「受験競争をあおる」との批判も根強かった。1986年を最後に東大合格速報・合格者全氏名掲載共に中止。その後、1988年には「全国450高校の私大合格者一覧」などの特集を掲載し、1994年と1995年には駿台予備学校のデータをもとに東大前期合格者数の高校別ランキングを掲載。2000年には「東大合格者高校別速報」が復活。2008年以後は東大・京大の合格発表に合わせて発売日をずらす対応を復活させ、2012年3月23日号では26年ぶりに合格者が表紙を飾った。
1993年7月16日号から、ダウンタウンの松本人志によるコラム「オフオフ・ダウンタウン」を連載開始。『遺書』『松本』のタイトルで書籍化され、2冊の累計で400万部以上の記録的ベストセラーになる。
1996年、素人の女子大生をモデルにするなど、「芸能人への登竜門」として注目されていた篠山紀信撮影の表紙が終了し、リニューアルが行われた。
1998年1月18日には「週刊朝日テーマソング」として河北秀也の作詞、菅原進の作曲、ビリー・バンバンの歌唱による「TUESDAY'S LOVE」が発表された。同曲は当時、本誌のテレビCMにも起用されていた。当初は8センチCDで発表され一般発売されなかったが、2009年8月に発売された『40周年記念ベストアルバム テーマ・ソング コレクション』に収録された。
最終ページには1976年1月から山藤章二の風刺漫画「山藤章二のブラックアングル」が掲載されていたが、2021年12月3日号をもって終了した。2023年4月14日号からは傑作選の連載が始まり、同年6月2日号では創刊以来初めて「ブラックアングル」のキャラクターが表紙を飾った。

### 休刊について
2023年1月19日、朝日新聞出版は本誌を同年5月末で休刊にすることを発表した。
朝日新聞出版によると、2022年12月現在、平均発行部数は74,125部であり、朝日新聞出版自体の業績は書籍事業のベストセラーなどにより堅調だが、年々週刊誌市場が縮小していることを挙げている。今後は同じ朝日新聞出版が発行する週刊誌「AERA」とそのウェブ版である「AERA.dot（アエラドット）」の連携強化・ブランディング強化、並びに書籍部門に注力することにしたという。これに伴い、当雑誌の定期購読の新規申し込みも終了された。
『朝日新聞』掲載の「朝日歌壇」にも当雑誌の休刊を惜しむ歌が掲載された。
2023年5月30日発売の「2023年6月9日休刊特別増大号」をもって休刊した。最終号の表紙は実際の編集スタッフらが在りし日の編集部を演ずるという異例の写真で飾られた。
この休刊号は売り切れ店舗が続出したことから、週刊雑誌としては極めて異例の増刷・重版が行われ、同6月12日の公式ツイッターには「どうか週刊朝日を覚えておいてください」とのつぶやきを発したほどである。
長年山藤章二が担当し、2021年から松尾貴史に引き継がれていた「似顔絵塾」のコーナーは、ライバル誌の『サンデー毎日』に移籍した。
横尾忠則の連載エッセイ「シン・老人のナイショ話」は、『週刊新潮』に「曖昧礼讃ときどきドンマイ」とタイトルを改め移籍した。
また今後、別冊や増刊号の類は『週刊朝日ムック』（朝日脳活マガジンハレやか、小説トリッパー、司馬遼太郎シリーズ、歴史道他）や『AERA増刊号』（季刊サザエさん、甲子園特集他）などの形で継続発行する。
休刊10カ月後の2024年3月、101年間の通巻5843号から選りすぐった記事を再録した書籍『週刊朝日101年史』を刊行。開高健「ベトナム戦記」などを担当した元編集長永山義高、司馬遼太郎「街道をゆく」の最後の担当者村井重俊らが寄稿し、元副編集長の岩田一平が編集した。予約した人だけの限定販売だったが、好評につき予定外の重版をした。

## 主な企画、主催について
- 1931年、500号記念として「ミス・ニッポン」を公募し、ミス1人・準ミス9人を選出（1950年開始のミス日本[注 1]とは異なる）。
- 1949年、懸賞小説「百万人の小説」を募集（発表は1950年）。特選は深安地平、他に優賞に五味川淳（五味川純平）、入選に南条道之介（南條範夫）、松本清張がいた。
- 1953年-1957年、日本各地のルポタージュ記事「日本拝見」を連載。主執筆者に大宅壮一、浦松佐美太郎、花森安治、他に臼井吉見、伊藤整、中野好夫、林房雄、今日出海、中島健蔵、小林秀雄などを起用。途中「日本断面」「新・日本拝見」とタイトルを変えて、190回、3年7か月の長期連載となった。
- 1957年-1958年、「日本拝見」に続いて大宅壮一を執筆者として、神武景気に向かいつつある日本の各企業をルポする「日本の企業」を連載。68回に渡る掲載となった。
- 1958年-1959年、推理小説誌『宝石』と共同で短編小説コンクールを開催。第2回までで佐野洋、黒岩重吾、笹沢佐保らが作家デビューした。
- 1964年、ソ連のガガーリンによる人類初の宇宙飛行の際に、臨時増刊号を発行して宇宙特集を行った。星新一によるショートショート3編などを掲載した。
- 1993年から将棋の棋戦「富士通杯達人戦」を主催。

## 節目の号について
100号ごとの節目の号は以下のとおり（別冊や増刊を含む通しの号数）。
- 1号 - 1922年2月25日号
- 100号 - 1923年12月16日号
- 200号 - 1925年9月27日号
- 300号 - 1927年7月3日号（七月特別増大号）
- 400号 - 1929年4月14日号
- 500号 - 1931年五百号記念号（大懸賞“ミスニッポン”。21世紀初頭の週刊朝日でいう「別冊」に該当する[28]）
- 600号 - 1932年10月16日号（十月第二増大号）
- 700号 - 1934年7月1日号（七月増大号）
- 800号 - 1936年3月1日号（創刊十五周年記念特別号）
- 900号 - 1937年10月31日号
- 1000号 - 1939年7月2日号（創刊一千号特別増大号）
- 1100号 - 1941年3月30日号
- 1200号 - 1943年1月17日号
- 1300号 - 1944年12月24日号
- 1400号 - 1946年11月24日号
- 1500号 - 1948年10月10日号
- 1600号 - 1950年8月13日号
- 1700号 - 1952年6月15日号
- 1800号 - 1954年4月18日号
- 1900号 - 1956年3月18日号
- 2000号 - 1958年1月26日号
- 2100号 - 1959年11月8日号
- 2200号 - 1961年9月1日号
- 2300号 - 1963年6月28日号
- 2400号 - 1965年4月9日号（陽春増大号）
- 2500号 - 1967年2月3日号（〈第2500号〉記念増大号）
- 2600号 - 1968年11月2日号（増大号）
- 2700号 - 1970年9月25日号
- 2800号 - 1972年7月28日号
- 2900号 - 1974年4月30日増刊号（まんが朝日74年 春）
- 3000号 - 1976年2月20日号（創刊三〇〇〇号記念）
- 3100号 - 1977年11月18日号
- 3200号 - 1979年8月15日臨時増刊号（第61回全国高校野球選手権 甲子園大会号）
- 3300号 - 1981年5月29日号
- 3400号 - 1983年3月4日号
- 3500号 - 1984年12月7日号
- 3600号 - 1986年9月15日増刊号（大学をどう選ぶか'87）
- 3700号 - 1988年7月1日号
- 3800号 - 1990年4月20日号
- 3900号 - 1992年2月28日号（増大号）
- 4000号 - 1993年12月31日号（創刊4000号記念）
- 4100号 - 1995年9月29日号
- 4200号 - 1997年5月30日号
- 4300号 - 1998年12月18日号
- 4400号 - 2000年9月15日号
- 4500号 - 2002年5月17日号
- 4600号 - 2004年1月2・9日新春合併号
- 4700号 - 2005年8月5日号（増大号）
- 4800号 - 2007年2月23日号（創刊85周年記念）
- 4900号 - 2008年9月5日号（増大号）
- 5000号 - 2010年3月26日号（増大号、5000号記念）
- 5100号 - 2011年11月11日号
- 5200号 - 2013年7月5日号（増大号）
- 5300号 - 小説トリッパー 2015年春季号（2015年3月18日発売）
- 5400号 - 2016年10月14日号
- 5500号 - 2018年4月6日号（増大号）
- 5600号 - 2019年9月13日号
- 5700号 - 2021年3月19日号（増大号）
- 5800号 - 2022年9月24日増刊号（第104回全国高校野球選手権大会）
- 5843号 - 2023年6月9日休刊特別増大号

## 表紙について
初期の号では絵画が表紙を飾ることが多かった。1970年代以後は少なくなったが、近年では1997年〜1999年に安野光雅の絵画が表紙を飾っていた。
素人女性の公募モデルが表紙を飾る企画は1980年〜1996年に女子大生を対象とした「女子大生表紙シリーズ」として行われ、ここから当時熊本大学の学生だった宮崎美子を始めとする多数の芸能人を輩出したため、「芸能人の登竜門」とも評された。2000年代には「美少女モデルシリーズ」として行われた。2012年に「女子大生表紙シリーズ」が復活。2013年は対象を高校生・大学院生にまで拡大。2014年は女子だけではなく男子も対象となり、2014年8月22日号にて初の男子学生モデルが登場した。
1992年11月13日号の表紙では、関東版と関西版とで2パターンの表紙が用意された（表紙を飾ったのは宮沢りえで、それぞれ異なるカットの写真を使用）。これは創刊以来初のことであった。
1993年10月8日号の表紙では「71年間ご愛読ありがとうございました。」と書かれ休刊を示唆されたが、翌10月15日号の表紙は「新装刊 これは、週刊朝日ではありません。」と書かれ、表紙ロゴの変更（当時）をPRした。2008年2月16日増大号の表紙では「85年間、ご愛読ありがとうございました。」と大きく書かれ、左隅に小さく「次号からもよろしくお願いいたします。」と書かれていた。
2008年6月13日増大号では、漫画・アニメのキャラクターとして初めて島耕作が「表紙の人」となった（麻生太郎と共に）。ただし厳密には、1966年2月11日号で曽我町子と共にQ太郎（人形）が、1972年6月9日号で『天才バカボン』のキャラクターが、1989年2月24日号で手塚治虫と共にアトムが表紙を飾っている。以後、以下のキャラクター・架空の機体が表紙を飾っている。
- ドラえもん（2010年4月2日号、漫画・アニメのキャラクターの単独表紙としては初）
- フグ田サザエ（2012年12月14日号、2016年1月12日臨時増刊号「サザエさん2016」など）
- 猪名寺乱太郎（2013年7月5日増大号。加藤清史郎と共に）
- 浅倉南（2015年8月10日増刊号「甲子園2015」）
- 上杉達也（2015年9月11日増大号。学生公募モデルを起用した「女子学生&男子学生シリーズ」の一つという扱い）
- ジバニャン、USAピョン（2015年12月25日号）
- シャア・アズナブル、ガルマ・ザビ（2016年5月27日号）
- 宇宙戦艦ヤマト（2017年2月24日号）
- R2-D2、C-3PO（2017年12月22日号。マーク・ハミルとともに登場）
- ガンダム、シャア専用ザク（2020年7月3日号。ガンプラのパッケージ[32]）

2017年12月29日号では、創刊以来初めてネコ（岩合光昭の撮影）が表紙を飾った。この号は発売直後から爆発的な売れ行きとなり、各地の書店で売り切れが相次いだ。以後、毎年12月にネコが表紙の「ネコ特集号」が発行されることが恒例となっていた。本誌の休刊に伴い、2022年12月23日号が最後の「ネコ特集号」となった。
2018年6月8日号では、創刊以来初めてイヌ（秋田犬保存会からアリーナ・ザギトワに贈られた秋田犬「マサル」）が表紙を飾った。
ジャニー喜多川（2019年7月9日に死去）の追悼特集を組んだ2019年7月26日号では、ジャニーズ事務所所属のタレントが表紙を飾った過去の『週刊朝日』の表紙のいくつかを縮小して掲載した。

### 実現しなかった表紙
宮沢りえと貴乃花光司を二人で表紙に登場させる案があったが、日本相撲協会から許可が下りず実現しなかった。

## 注目を集めた記事・スクープについて
- 1974年5月24日号で、「超能力でスプーンを曲げる」S少年がテレビに出ていたが、週刊朝日編集部は超能力が真実なのかをS少年を呼んでスプーンや針金にペンキを塗って実験させた。角度を変えたカメラからS少年が自分のベルトや床にスプーンを押し付けて曲げたため床にペンキの後が付き、指で針金を曲げたりしていたことが判明した。『週刊朝日』にその写真と記事が掲載された[41]。このスクープで『週刊朝日』は発行から半日で売り切れとなり、増刷された[41]。
- 2007年2月2日号で、『発掘!あるある大事典』（関西テレビ・フジテレビ系）の納豆ダイエットのデータ捏造をスクープ[注 2]。番組は打ち切り終了となった[43]。
- 2007年7月20日号で、「毎日新聞 幻のレンブラントのでたらめ報道」の記事を掲載。これを受け、毎日新聞社は「本紙の名誉を著しく傷つけた」とする抗議文を送るものの、結局、毎日新聞はレンブラント報道に関し、7月31日付け朝刊28面で訂正記事、8月8日付け朝刊13面で誤報の検証記事を掲載した。

## 批判を受けた記事・不祥事について
- 1992年、参議院選挙に候補者を送った政治団体「風の会」を、巻末イラストのブラックアングルで山藤章二が「虱の党」と揶揄した[44]。1993年10月20日、風の会代表の野村秋介は、朝日新聞東京本社で朝日新聞社長らの謝罪を受けた席上、拳銃自殺した。その週のブラックアングルは白紙のまま刊行された[45]。
- 2000年7月7日号から2001年8月10日号にかけて計53回連載した紀行もののグラビア記事「世界の家族」について、消費者金融会社の「武富士」から「連載企画の編集協力費」（広告費）5000万円を受け取り、記者とカメラマンの海外出張費に充てて掲載したものでありながら、記事中に武富士の会社名を一切入れなかったことが2005年3月末発売の週刊文春2005年4月7日号の記事で発覚し、同記事では裏金であると指摘した[46]。これを受けて朝日新聞社は、武富士側に謝罪のうえ法定利息を加算して約6300万円を返金し、箱島信一社長を報酬減額30%3カ月間、当時の編集長大森千明を停職2カ月の上降格とするなど、計6人を社内処分した。これを報じた週刊文春の新聞広告に掲げられていた記事タイトルの一部が朝日新聞社の広告ガイドラインに接触するとして、朝日新聞掲載分の広告に限って該当箇所を広告代理店が黒塗りにした上で掲載された（週刊文春#問題視された記事・注目された記事を参照）。
- 武富士問題発覚時（2005年）の編集長は青木康晋で、大森の3代あと。青木が読者に誌面で報告するための社内調査の過程で、文春に情報提供した人物が当時の朝日新聞社幹部だったことが判明。青木は同幹部から意趣返しとして、年度途中の2005年11月、在任1年7カ月で編集長を解任され、事実上のヒラ社員に左遷された。青木は18年後、月刊誌「創」2023年3月号への寄稿でそれを明かした[47]。原稿では情報漏洩者を「朝日新聞社幹部」として実名を書いていないが、当時の専務取締役坂東愛彦とされる。
- 大森の後任編集長は加藤明で、加藤も2002年12月1日付で解任され、同時に2002年1月から1年続いた「虫」名義の匿名書評が打ち切りとなった。「虫」による大江健三郎作の「憂い顔の童子」批判が、来年からの連載が決まっていた大江を怒らせたことが原因とされる（週刊文春2002年12月5日号）。
- 2003年1月24日号に、「独占インタビュー」として北朝鮮による拉致被害者の地村保志、富貴恵夫妻の取材記事を掲載したが、契約記者の上田耕司が地村夫妻の承諾をとらずに会話を隠しマイクで秘密録音し、記事にしないようにとの要請があったにもかかわらず無断で掲載したものだったと発覚。当初、「取材の承諾を得たものだと理解」と強弁していたが、地村家が朝日新聞社の全ての取材を拒否した後に謝罪。鈴木健編集長、山口一臣副編集長が停職10日、出版本部長が減給処分となった。
- 2006年11月17日号の「雅子さまと皇太子殿下が考えていた皇籍離脱の『真相』」で、オーストラリア紙の元東京特派員ベン・ヒルズが執筆した『Princess Masako―Prison of chrysanthemum throne』を著者インタビューを含めて掲載。これに対して宮内庁東宮職は「両殿下が『皇籍離脱まで考えていた』とする報道は、全くの事実無根」と抗議した。そもそも原著に「皇籍離脱を考えた」との記述はなく、12月22日号で「おわび」を掲載した。
- 2007年5月4日・11日合併号で「長崎市長射殺事件と安倍首相秘書の『接点』」という大見出しを広告に掲載した。しかし、記事の内容は「安倍晋三首相の元秘書（飯塚洋ら）が射殺犯の暴力団から被害を受けたという証言がある」に過ぎず、安倍が記者会見で「報道ではなくテロ」と厳しく抗議した。朝日新聞は夕刊社会面に山口一臣編集長の談として「一部広告記事の見出しに安倍首相が射殺犯と関係があるかのような不適切な表現がありました。おわびします」と小さな訂正記事を掲載した。安倍は「誠意のある対応ではない」として謝罪広告を要求。「週刊朝日」は、さらに全国新聞4紙にも謝罪広告を掲載したが、5月9日、安倍の公設秘書2人と元公設秘書の計3人は、朝日新聞社と「週刊朝日」編集長、取材記者らに対して、約5000万円の損害賠償と記事の取消および謝罪広告を求め、東京地裁に提訴した。
- 2008年9月12日号の週刊朝日に、妻を殺害した事件で有罪判決を受けた受刑者が、名誉を傷つけられたとして、朝日新聞出版を提訴した。記事の内容は「懲りない浮気癖」と題して報じられたが、この見出しの表現が問題となった。2013年10月18日、名古屋地方裁判所は受刑者の交友関係について「事実と認める証拠はない」として10万円の支払いを命じた[48]。朝日新聞出版は控訴したが、名古屋高等裁判所は地裁判決を支持して控訴を棄却、朝日新聞出版は最高裁に上告しなかったため、2014年4月14日、判決が確定した[49]。
- 2009年4月3日号で新聞広告に「岡田克也と西松建設が怪しい」と記載したが、記事本文には記述がなかった。これについて民主党の岡田克也が抗議文を送ると、編集長名で「広告の見出しに誤解を与える表現がありました。岡田氏本人と関係者におわびします」と即座に謝罪した[50]。
- 2010年4月8日号より、 南アフリカW杯に向けて金子達仁の「勝ってみやがれ!」の連載を開始。6月11日号では「必然性のない勝利はいらぬ。負けろ、日本。未来の為」との見出しをつけた批判記事を掲載する。しかし、日本代表が決勝トーナメントに進出した後の7月9日号では表紙に「進めニッポン!世界を獲れ!」と謳い、論調を一変した。
- 2012年10月26日号にて、橋下徹大阪市長に関する佐野眞一と週刊朝日取材班（今西憲之・村岡正浩）の連載記事「ハシシタ 奴の本性」を掲載した。遺伝子で人格が決まるとする内容に対し橋下は、「政策論争はせずに、僕のルーツを暴き出すことが目的とはっきり言明している。血脈主義ないしは身分制に通じる本当に極めて恐ろしい考え方だ[51]」「言論の自由は保障されるべきだが、一線を越えている[51]」と反応し、朝日新聞グループの見解が示されるまでは、関連メディア（朝日新聞社・朝日放送など）から記者会見などで質問されても回答を拒否する旨を述べた[51]。これに対して朝日新聞社と朝日放送は「週刊朝日を発行する朝日新聞出版と自社は無関係」と主張した[52]。この記事について自由同和会[53]などの人権団体より激しい抗議があったため、朝日新聞出版は10月19日、同和地区について「不適切な記述」があったとして謝罪を行い、2回目以降の連載を中止した[54]。また、この件については、橋下に対して批判的であることも多い部落解放同盟[55][56]でさえも、「被差別部落出身を暴く調査をおこなうことを宣言して書かれた明確な差別記事」「確信犯的な差別行為である」「土地差別調査事件が大きな社会問題となるなかで、あえて地名を明記した事実は当該住民に対する重大な差別行為」と述べ、「偏見を助長し、被差別部落出身者全体に対する差別を助長するもの」で、許しがたいものであるとして抗議している[57]。この不祥事について、読者からも多数の抗議の声が寄せられ、次号にお詫び記事を掲載した。橋下に対しては当初、お詫び記事が掲載された同誌を郵送するだけだったが[58]、結果的に橋下の怒りを助長したのみならず、更に多くの批判を生む結果となった。その結果、2012年11月12日に尾木和晴編集長代行、篠崎充朝日新聞出版社長代行、中村正史の三名が橋下のもとを訪れて直接謝罪し、さらには同日、朝日新聞出版第2代社長の神徳英雄が「人権を傷つけたことを重大に受け止めたい」として、在任4カ月半で辞任[59]。後継社長には12月10日、半年前に朝日新聞北海道支社長になったばかりで元週刊朝日編集長の青木康晋が就任した。また、親会社である朝日新聞は、社説でこの問題に触れ、「痛恨の極みというほかない」「この過ちをわが問題と受けとめ、社会の期待に応える報道とは何か、足元をかためて、その実現に取り組んでゆきたい」と述べた[60]。
- 2012年11月20日、6日前にNHKの森本健成アナウンサー（当時）が強制わいせつ容疑で電車の乗客に現行犯逮捕された事件について、「森本は被害者の後ろから犯行に及んだようだ」と伝えたが、森本の身柄を引き渡された警視庁玉川署は「向かい合った状態」とし、週刊朝日の報道内容を否定した。この事件について誤報を流したメディアは他にもあり、ネットユーザーが週刊朝日の報道を含む誤報を基に「証言が二転三転している」などと誤認逮捕を疑う事態も発生し、玉川署は「被害者をさらに傷付けるようなものもあり、本当に可哀想。被害者の心に沿った報道を心がけてほしい」とマスコミの誤報やネットユーザーの憶測を批判した[61]。
- 2012年12月17日、一般社団法人日本肝胆膵外科学会は、朝日新聞出版が週刊朝日ムック「手術数でわかるいい病院2013」の広告企画の案内書において、同団体の理事長である宮崎勝に無断で「取材協力：日本肝胆膵外科学会 理事長 宮崎勝」と表し、複数の病院施設に対して100万円以上の広告料を要求しているとして、同団体の会員に注意喚起するとともに朝日新聞出版に抗議した。2012年12月20日、朝日新聞出版は正式な謝罪を行い、広告募集の営業活動を中止した[62][63]。
- 2013年10月8日、朝日新聞から出向していた小境郁也編集長に重大な就業規則違反があったとして当人を解任、懲戒解雇。併せて役員らの懲戒処分も発表したが、上記橋下徹特集記事問題との関連性などの具体的理由はプライバシーを理由に発表していない[64][65]。

## 連載小説・エッセイ・コラム・漫画について

### 休刊時
- 東海林さだお「あれも食いたいこれも食いたい」
- 田原総一朗「そこが聞きたい！ギロン堂」
- 田原総一朗「宰相の『通信簿』」（週刊朝日100周年記念連載）
- 下重暁子「ときめきは前ぶれもなく」
- 古賀茂明「政官財の罪と罰」
- 室井佑月「しがみつく女」
- 下野康史「それでも乗りたい」
- ミッツ・マングローブ「アイドルを性せ！」
- 山田美保子「楽屋の流行りモノ」
- カトリーヌあやこ「てれてれテレビ」
- 延江浩「RADIO PAPA]
- 林真理子「マリコのゲストコレクション」
- 春風亭一之輔「ああ、それ私よく知ってます。」
- 山科けいすけ「パパはなんだかわからない」
- 帯津良一「ナイス・エイジングのすすめ」
- ドン小西「イケてるファッションチェック」
- 横尾忠則「シン・老人のナイショ話」
- 嵐山光三郎「コンセント抜いたか」
- 丸山茂樹「マルちゃんのギリギリフェアウェー」
- 東尾修「ときどきビーンボール」
- 池谷裕二「パテカトルの万脳薬」
- 岩合光昭「今週の猫」
- 黒田民子「家つまみでひとやすみ」
- 「この人の1週間」
- 「週刊図書館」
  - 書いた人
  - 今週の一冊
  - ベスト・レコメンド
  - マガジンの虎（亀和田武）
  - 今週の名言奇言（斎藤美奈子）
- 「犬ばか猫ばかペットばか」
- 「週刊朝日似顔絵塾」(塾長：山藤章二→松尾貴史）
- 「絶景さんぽ」

### 過去
- 長谷川町子「似たもの一家」1949年、「新やじきた道中記」1950年
- 吉川英治「新・平家物語」1950-57年
- 三島由紀夫「夏子の冒険」1951年
- 獅子文六「大番」1956-58年
- 松本清張「黒い画集」1958-60年、「黒の様式」1967-68年、「黒の図説」1969-72年
- 今東光「悪名」1960年
- 海音寺潮五郎「天と地と」1960-62年
- 水上勉「飢餓海峡」1962年
- 山本周五郎「さぶ」1963年
- 山崎豊子「仮装集団」1966-67年
- 司馬遼太郎「世に棲む日日」1969-70年、「街道をゆく」1971-96年
- 城山三郎「通産官僚たちの夏」1974年、「男子の本懐」1979年
- 池波正太郎「真田太平記」1974-82年
- 有吉佐和子「悪女について」1978年
- 「デキゴトロジー」「デキゴトロジーRETURNS」1978-2004年（一時中断時期あり。2014年から「デキゴトロジー・レジェンド」として、2020年には「1回だけ帰ってきたデキゴトロジー 特別編」として、休刊直前の2023年にも復活[66]）
- 村上春樹「週刊村上朝日堂」1985-86、95-96年
- 渡辺淳一「桜の樹の下で」1987-88年
- 山内久司・横澤彪「必殺ざんげテレビ人」1985-87年
- 鴻上尚史「鴻上夕日堂の逆上」1987-88年、「鴻上の知恵」1991-92年
- 西原理恵子・神足裕司「恨ミシュラン」1992年-1994年
- ナンシー関「小耳にはさもう」1993-2002年
- 松本人志「オフオフ・ダウンタウン」1993-95年
- 内田かずひろ「ロダンのココロ」2000-02年
- 東野圭吾「さまよう刃」2003-04年
- 唯川恵「今夜は心だけ抱いて」2004年
- 貫井徳郎「乱反射」2007-08年
- 海堂尊「極北クレイマー」2008年、「極北ラプソディ」2011年
- 吉田修一「平成猿蟹合戦図」2010-11年
- 新ナニワ金融道外伝「青木雄二プロダクション」2011-12年
- 角田光代「坂の途中の家」2011-13年

### 書評欄について
扇谷正造が編集長となった1951年に、書評欄「週刊図書館」を開始。当初の執筆者陣は浦松佐美太郎を中心に、臼井吉見、河盛好蔵、坂西志保、中野好夫で、無署名の形だった。浦松はイギリス書評、特に週刊書評新聞『タイムズ文藝付録』を愛読しており、このスタイルを取り入れて「週刊図書館」は日本で最初の本格的な書評となったと丸谷才一は評している。人気も高いもので、扇谷は「取り上げられると再販確実、誉めてあれば三版確実と言われました」とのちに述べている。その後の書評者としては、昭和30年代には江藤淳、奥野健男、開高健、中島健蔵、中村光夫、昭和40年代は伊東光晴、大江健三郎、尾崎秀樹、根本順吉、橋川文三、平野謙、福田定良、宮崎義一、中村雄二郎らがいた。1988年に署名入り書評となる。1993年に掲載書評の代表作を集めた『週刊図書館40年』（全3巻 朝日新聞社）が刊行された。

### 関連文献について
連載などの書籍化（一部）
- 『わが師の恩』　朝日新聞社、1992年
- 『語るには若すぎますが　1．2』　古舘謙二 インタビュー・構成、河出書房新社、2003年
- 『春も秋も本！ 週刊図書館』、40年間の書評集
- 『ベッドでも本！ 週刊図書館』、期間は昭和26年から平成3年（1951～91年）
- 『本が待ってる！ 週刊図書館』　朝日新聞社、各 1993年
- 『「週刊朝日」の昭和史　事件　人物　世相』　全5巻、朝日新聞社、1989～90年

## 小説トリッパーについて
朝日新聞出版が発行している季刊の小説雑誌。週刊朝日別冊。3・6・9・12月の年4回発行。1995年6月創刊。「小説トリッパー」という誌名は、創刊に当たって糸井重里によりネーミングされた。朝日新人文学賞が誌上で発表されていた。

## 歴史・時代小説ベスト3について
2009年から2021年まで毎年12月末に誌上で発表していた歴史小説・時代小説を対象としたランキング。
2019年までは10作品を選ぶ「歴史・時代小説ベスト10」だったが、2020年からは3作品を選ぶ「歴史・時代小説ベスト3」にリニューアルした。
文芸評論家や書評家、新聞・雑誌の書評担当者、編集者、書店員などを対象にアンケートを実施。
前年11月から今年10月までに刊行された歴史小説・時代小説の中から、1人3作ずつ推薦した作品を集計し順位を決定する。
2022年のランキングは発表されず、翌年に本誌の休刊が決定したため第13回をもって終了した。
歴代1位作品
| 回（年）         | 受賞者     | 受賞作                        | 刊行       | 出版社         |
| ---------------- | ---------- | ----------------------------- | ---------- | -------------- |
| 第1回（2009年）  | 高田郁     | 『八朔の雪 みをつくし料理帖』 | 2009年5月  | 角川春樹事務所 |
| 第2回（2010年）  | 富樫倫太郎 | 『早雲の軍配者』              | 2010年2月  | 中央公論新社   |
| 第3回（2011年）  | 山本兼一   | 『銀の島』                    | 2011年6月  | 朝日新聞出版   |
| 第4回（2012年）  | 冲方丁     | 『光圀伝』                    | 2012年9月  | 角川書店       |
| 第5回（2013年）  | 和田竜     | 『村上海賊の娘』【上・下】    | 2013年10月 | 新潮社         |
| 第6回（2014年）  | 宮部みゆき | 『荒神』                      | 2014年8月  | 朝日新聞出版   |
| 第7回（2015年）  | 飯嶋和一   | 『狗賓童子の島』              | 2015年1月  | 小学館         |
| 第8回（2016年）  | 垣根涼介   | 『室町無頼』                  | 2016年8月  | 新潮社         |
| 第9回（2017年）  | 荒山徹     | 『白村江』                    | 2016年12月 | PHP研究所      |
| 第10回（2018年） | 飯嶋和一   | 『星夜航行』【上・下】        | 2018年6月  | 新潮社         |
| 第11回（2019年） | 今村翔吾   | 『八本目の槍』                | 2019年7月  | 新潮社         |
| 第12回（2020年） | 今村翔吾   | 『じんかん』                  | 2020年5月  | 講談社         |
| 第13回（2021年） | 米澤穂信   | 『黒牢城』                    | 2021年6月  | KADOKAWA       |

## 歴代編集長
（カッコ内は就任年、出来事、その後の役職など）
- 鎌田敬四郎（1922年、初代編集長、創刊）
- 大道弘雄（編集長代理、1929年3月）
- 木村豊二郎（1929年9月、第2代編集長〈歴代編集長は1969年刊「朝日新聞出版局史」、1989年刊「朝日新聞出版局50年史」［いずれも非売品］の数え方による＝代理や事務取扱を除く、以下同〉）
- 大道弘雄（1930年、第3代編集長）
- 樋口正徳（1938年、第4代編集長、出版局創設）
- 堀敏一（1941年、第5代編集長）
- 杉村武（1944年、第6代編集長）
- 津村秀夫（1945年7月、第7代編集長、8月終戦、のちに映画評論家）
- 長谷川直美（1945年12月、第8代編集長）
- 末松満（1946年、第9代編集長）
- 川村雄（1947年、第10代編集長）
- 宮田新八郎（1948年、第11代編集長）
- 春海鎮男（1950年、第12代編集長、副編集長はのちにTBSテレビ「JNNニュースコープ」のニュースキャスターになった入江徳郎、次の編集長となった扇谷正造、飯塚正二郎の3人）
- 扇谷正造（1951年、第13代編集長、副編集長4人体制に、1953年「扇谷正造氏を中心とする週刊朝日編集部」が戦後第1回の菊池寛賞受賞、1958年新年号は最高部数の153万9500部）
- 田中利一（1958年9月、第14代編集長）
- 木村庸太郎（1960年4月、第15代編集長）
- 田中利一（事務取扱、1960年11月）
- 宗友重孝（事務取扱、1961年1月1日）
- 松嶋雄一郎（1961年1月10日、第16代編集長）
- 足田輝一（1963年、第17代編集長）
- 牧田茂（1965年、第18代編集長、のち民俗学者、柳田民俗学の後継者）
- 横田整三（1967年、第19代編集長）
- 足田輝一（事務取扱、1969年7月）
- 小松恒夫（1969年8月、第20代編集長、日本エッセイスト・クラブ賞受賞）
- 桑田泰三（事務取扱、1970年）
- 工藤宜（1971年、第21代編集長）
- 涌井昭治（1972年、第22代編集長、第13代編集長扇谷以降で部数を伸ばした稀有な編集長で、扇谷と並んで出版局と週刊朝日の「中興の祖」とされる。のち九州朝日放送社長）
- 畠山哲明（1976年、第23代編集長、朝日カルチャーセンター立川社長）
- 川口信行（1981年、第24代編集長、朝日新聞社取締役）
- 木下秀男（1985年、第25代編集長）
- 永山義高(1987年、第26代編集長、朝日新聞社取締役、公益財団法人開高健記念会代表理事)
- 川村二郎（1989年、第27代編集長、『いまなぜ白洲正子なのか』『夕日になる前に―だから朝日は嫌われる』『炎の作文塾』など文筆家[84]）
- 穴吹史士(1991年、第28代編集長、野村秋介事件、「恨ミシュラン」「デキゴトロジー」創設、「天才穴吹」と呼ばれる)
- 柘一郎(第29代編集長、公益財団法人司馬遼太郎記念財団と司馬遼太郎記念館設立に尽力、静岡朝日テレビ常務)
- 森啓次郎(第30代編集長、安野光雅を表紙画に起用、開高健記念会理事、バー経営)
- 大森千明(第31代編集長、アエラで唯一部数を伸ばした編集長で、その後週刊朝日編集長に。週刊朝日とアエラ両編集長を経験したのも大森のみ。武富士「編集協力費」問題の編集長、退職後にジェイ・キャスト取締役社長[85])
- 加藤明(2000年、第32代編集長。編集長退任後、朝日新聞夕刊コラム「素粒子」で、死刑執行を決裁した鳩山邦夫法務大臣を「死に神」と書いて、問題になった[86]。その後は、朝日新聞社が設立した朝日カルチャーセンターの講師。朝日新書『「超」実用的文章レトリック入門』)
- 鈴木健(2002年、第33代編集長、社会福祉法人朝日新聞厚生文化事業団業務執行理事。北朝鮮の拉致被害者で帰国した地村保志夫妻の隠し録りを無断で「インタビュー」として掲載。2003年1月31日に編集長でありながら10日間の謹慎処分を受けた[87][86])
- 青木康晋(2004年、第34代編集長、武富士「編集協力費」問題の事後対応、朝日新聞東北復興取材センター長、同北海道支社長、橋下徹特集記事問題後の朝日新聞出版第3代社長・会長として過去最高益、Gakken顧問、東日本国際大学副学長)
- 山口一臣(2005年、第35代編集長、株式会社POWER NEWS会長、テックベンチャー総研CEO、テレビコメンテーター)
- 河畠大四(2011年、第36代編集長、元小学館、週刊朝日が橋下徹特集記事問題を起こした際の編集長[88])
- 尾木和晴(橋下徹特集記事問題後の編集長代行、篠崎充朝日新聞出版社長代行らとともに橋下大阪市長に面会し謝罪、朝日新聞出版常務)
- 小境郁也(2012年、第37代編集長、就任前はアエラ副編集長であり、橋下徹特集記事問題後の編集長となるも「重大な就業規則違反」で懲戒解雇。実態を朝日新聞社は伏せたが、複数の女性記者らへのセクハラ・パワハラであった[89])
- 長友佐波子(2013年、第38代編集長、初の女性編集長)
- 佐藤修史(2015年、第39代編集長、朝日新聞社宮崎総局長)
- 森下香枝(2019年、第40代編集長、元週刊文春記者、AERA dot.編集長)
- 渡部薫（2021年、第41代目にして最後の編集長、創刊100年、101年を経て2023年5月末発売の6月9日号で休刊)